# قناة شمال القرم

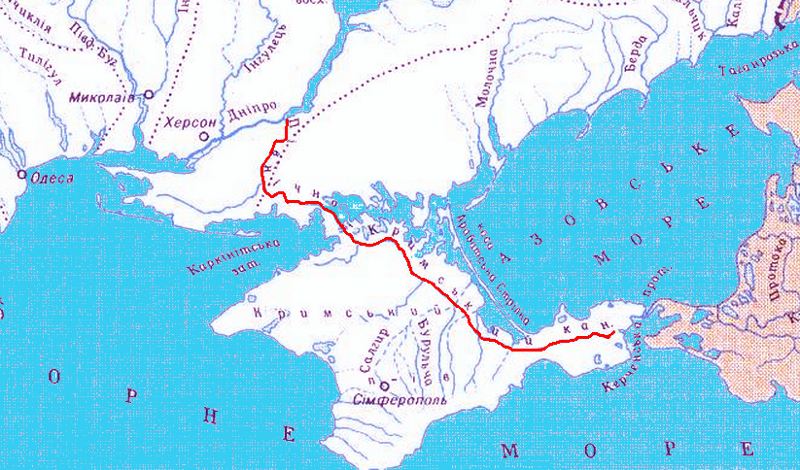
تربط قناة شمال القرم بين نهر دنيبر في خزان كاخوفكا بشرق شبه جزيرة القرم

قناة شمال القرم (بالروسية: Северо-Крымский канал)‏، (بالأوكرانية: Північно-Кримський канал)‏؛ هي قناة لتحسين الأراضي للري في خيرسون أوبلاست في جنوب أوكرانيا وشبه جزيرة القرم. تحتوي القناة أيضًا على فروع متعددة في جميع أنحاء خيرسون والقرم.
بدأ التحضير لبناء القناة في عام 1957 بعد فترة وجيزة من نقل الحكم على القرن من روسيا إلى أوكرانيا عام 1954.
تمت أعمال المشروع الرئيسية بين عامي 1961 و1971 وجرت على ثلاث مراحل. تولى أعمال البناء أعضاء الكمسمول الذين أرسلتهم اتجاه كمسمول ( كومسومولسكايا بوتيفكا) جزءا من مشروع بناء الصدمة وشمل حوالي 10,000 عامل متطوع.

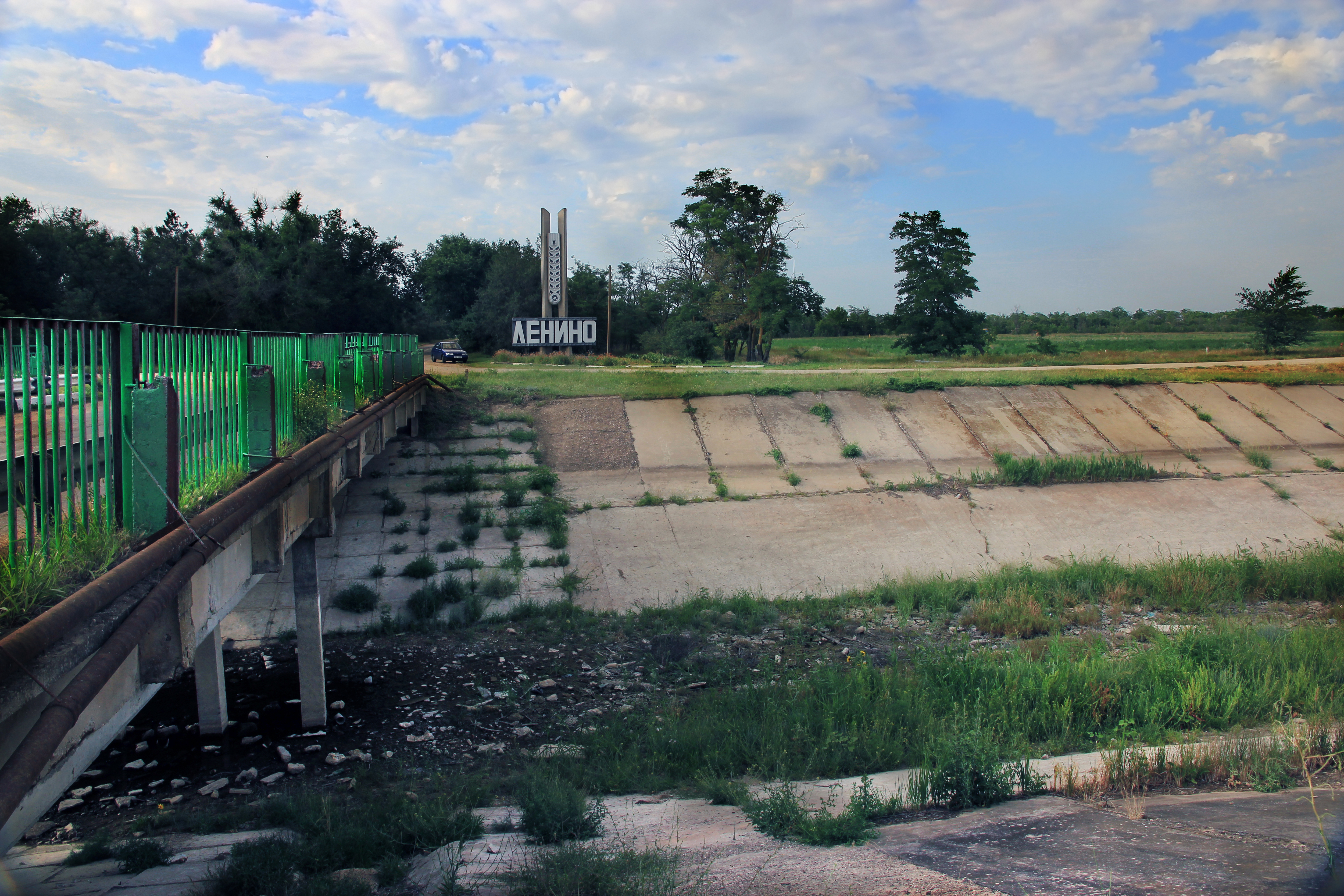
جزء من قناة القرم بالقرب من لينين، شبه جزيرة كيرتش عام 2014

## نظرة عامة
تمتد القناة من مدينة تافريسك، حيث تنطلق من خزان كاخوفكا الذي يغذيه نهر دنيبر، وتمتد في اتجاه جنوب شرقي بشكل عام، وتنتهي عند قرية زيلني يار الصغيرة (لينين ريون)؛ من هناك، ينقل خط أنابيب المياه لإمداد مدينة كرج في أقصى شرق شبه جزيرة القرم.
توجد سبعة خزانات مياه على طول القناة الرئيسية، والتي يبلغ طولها 402.6 كيلومتر (250.2 ميل). يتدفق الماء عن طريق الجاذبية من تافريسك إلى دجانكوي، حيث يتم رفعه بواسطة أربع محطات ضخ إلى ارتفاع يزيد عن 100 متر (330 قدم) لتنشيط تدفق المصب المستمر. في شبه جزيرة القرم، تتفرع العديد من القنوات الصغيرة من القناة الرئيسية، بما في ذلك قناة رازدولني، وقناة آزوف وقناة توزيع كراسنوهفارديسك وقناة الوحدة وقناة ساكي؛ التي من خلالها، يتم توفير المياه أيضًا لمدينة سيمفيروبول. 
أثيرت فكرة بناء القناة في القرن التاسع عشر، ولا سيما من قبل عالم النبات الروسي الفنلندي كريستيان فون ستيفن. ومع ذلك، لم يتخذ القرار إلا بعد الحرب العالمية الثانية في 21 سبتمبر 1950 من قبل اللجنة المركزية للحزب الشيوعي السوفيتي وحكومة الاتحاد السوفيتي. كان القرار هو بناء محطة كاخوفكا الكهرومائية وقنوات جنوب أوكرانيا وشمال القرم. في عام 1951، أصدرت الخدمة البريدية السوفيتية طابعًا بريديًا تذكاريًا حيث صُنفت قناة شمال القرم واحدةً من مشاريع البناء الكبرى للشيوعية.

## 2014-2021
بعد الضم الروسي لشبه جزيرة القرم، خفضت السلطات الأوكرانية إلى حد كبير حجم المياه المتدفقة إلى شبه جزيرة القرم عبر القناة، مشيرة إلى الديون الضخمة المعلقة على إمدادات المياه المستحقة على شبه الجزيرة.
تسبب هذا في فشل حصاد شبه الجزيرة الزراعي الذي يعتمد بشدة على الري في عام 2014.  
يجري ربط مصادر مياه القرم بقناة شمال القرم لتحل محل المصادر الأوكرانية السابقة. الهدف هو إعادة الري والإمدادات الحضرية لشبه جزيرة كيرتش وللمجتمعات الأصغر على الساحل الشرقي للقرم.  في عام 2014، تم بناء خزان لتخزين مياه أنهار القرم الشرقية بالقرب من قرية نوفويفانوفكا، نيجنوهيرسكي رايون. ترتبط قناة شمال القرم بخزان نوفويفانوفكا. 
وفقًا للإحصاءات الروسية الرسمية، تغلبت الصناعة الزراعية لشبه جزيرة القرم تمامًا على عواقب إغلاق قناة شمال القرم وزادت غلة المحاصيل بمعامل 1.5 عن عام 2013 بحلول عام 2016.  يُعزى النمو السريع المُبلَّغ عنه في الإنتاج الزراعي في شبه جزيرة القرم إلى حقيقة أنه، بمساعدة إعانات تبلغ 2-3 مليار روبل سنويًا من ميزانية الاتحاد الروسي، تمكن المنتجون الزراعيون في شبه جزيرة القرم من زيادة أسطول من الآلات الزراعية.   
تتناقض هذه الإحصائيات الرسمية مع التقارير عن الانكماش الهائل في المساحة المزروعة في شبه جزيرة القرم، من 130,000 هكتار في 2013 إلى 14,000 فقط في 2017،  مع قناة فارغة وخزان شبه جاف مما أدى إلى نقص واسع النطاق في المياه،    مع توفر المياه فقط لمدة ثلاث إلى خمس ساعات يوميًا في عام 2021.  في نفس العام، نقلت صحيفة نيويورك تايمز عن مسؤولين أميركيين كبار قولهم إن تأمين إمدادات المياه في شبه جزيرة القرم يمكن أن يكون هدفًا لتوغل روسي محتمل في أوكرانيا.  

### منذ فبراير 2022
في 24 فبراير 2022، اليوم الأول للعملية العسكرية الروسية في أوكرانيا، فرضت القوات الروسية المتقدّمة من شبه جزيرة القرم سيطرتها على القناة.  طلب رئيس جمهورية القرم، سيرجي أكسيونوف، من السلطات تحضير القناة لتلقي المياه من نهر دنيبر. بعد ذلك بوقت قصير، أعادت القوات الروسية فتح القناة. 

## صور

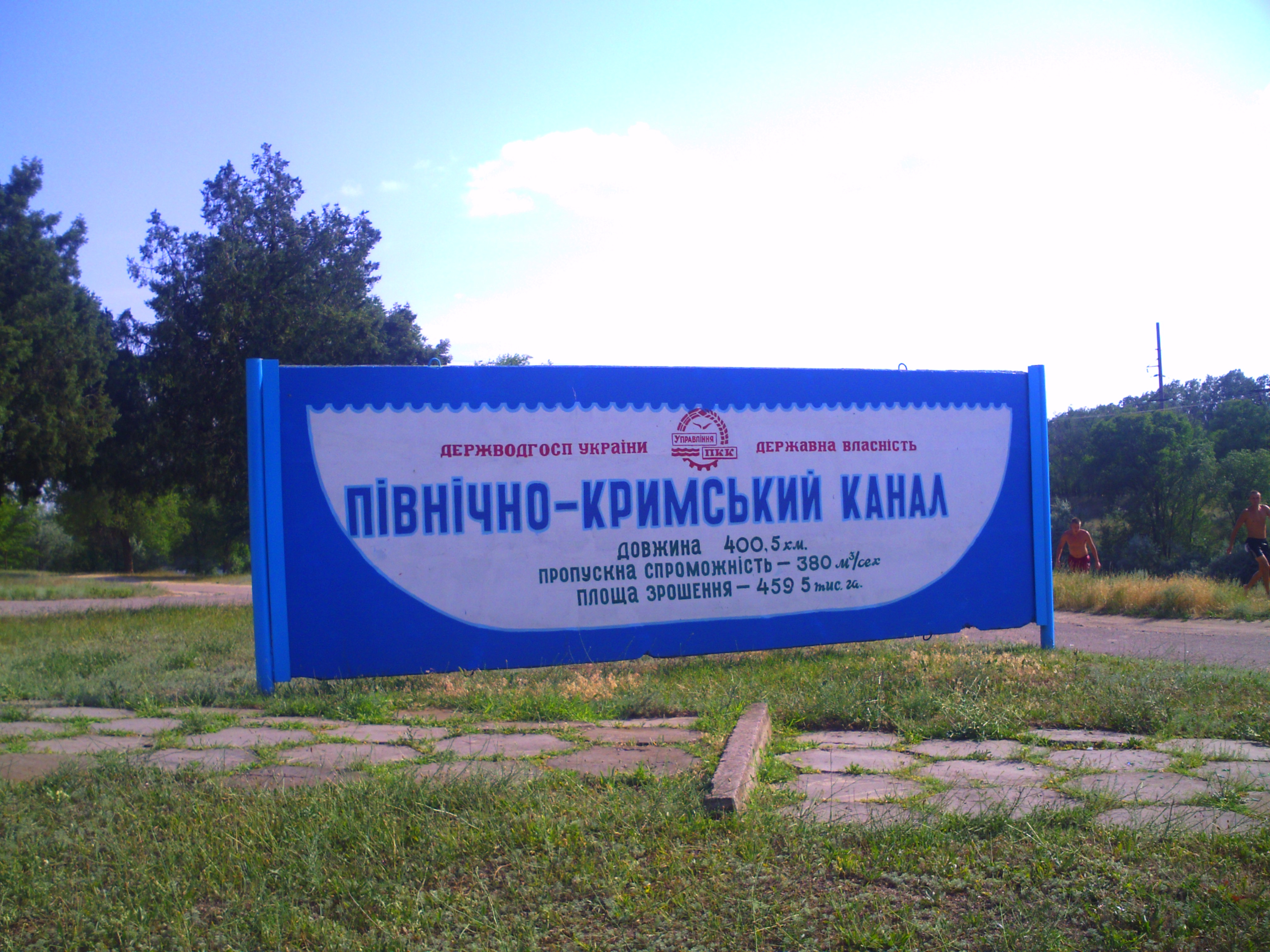
لوحة بمعلومات عن القناة
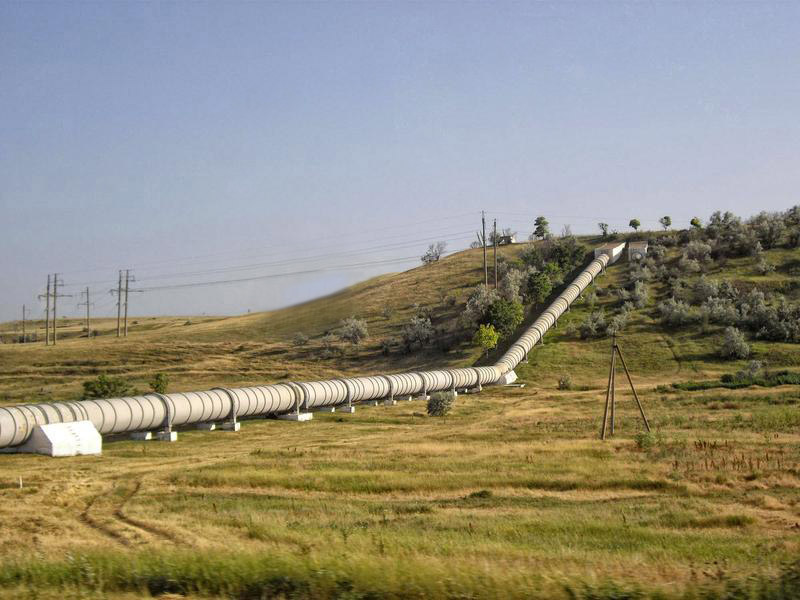
خط الأنابيب - فرع من قناة شمال القرم بالقرب من سيمفيروبول

## القنوات الفرعية

### خيرسون أوبلاست
- قناة كاخوفكا
- قناة كراسنوزينامينسكي

### القرم
- قناة رازولني
- قناة آزوف
- قناة الوحدة
- قناة ساكي
- فرع توزيع كراسنوهفارديسكي

## خزانات المياه
- مزهرن
- فيودوسيسكي
- فرونتوف
- لينينسكي
- سامارلينسك
- ستاروكريمسك
- كيرشنسك

## روابط خارجية
- بيريزوفسكي، إي. Северо-Крымский - дорога куда؟ (شمال القرم هو الطريق إلى أين؟) . "Ekologiya i Mir" (رابطة القرم الجمهورية).
- نينا بوجوتسكايا، جينيفر هالس  شبه جزيرة القرم. المناطق البيئية للمياه العذبة في العالم.